# بخش لووزرسکی

شهرستان لووزرسکی در نقشهٔ استان مورمانسک.

شهرستان لووزرسکی (به روسی: Ловозерский район، به فنلاندی: Luujärven piiri) یکی از شهرستان‌های استان مورمانسک روسیه است.
مرکز این شهرستان روستای لووزرو است. این شهرستان که در سال ۱۹۲۰ تشکیل شده تقریباً تمامی شبه جزیره کولا بجز شهر اوستروونوی را در بر می‌گیرد.
برخی از ساکنان این شهرستان از قوم سامی سیبری هستند.